# Pauesia columbiana
Pauesia columbiana är en stekelart som beskrevs av Pike och Jaroslav Stary 2002. Pauesia columbiana ingår i släktet Pauesia och familjen bracksteklar. Inga underarter finns listade i Catalogue of Life.